# Plenér

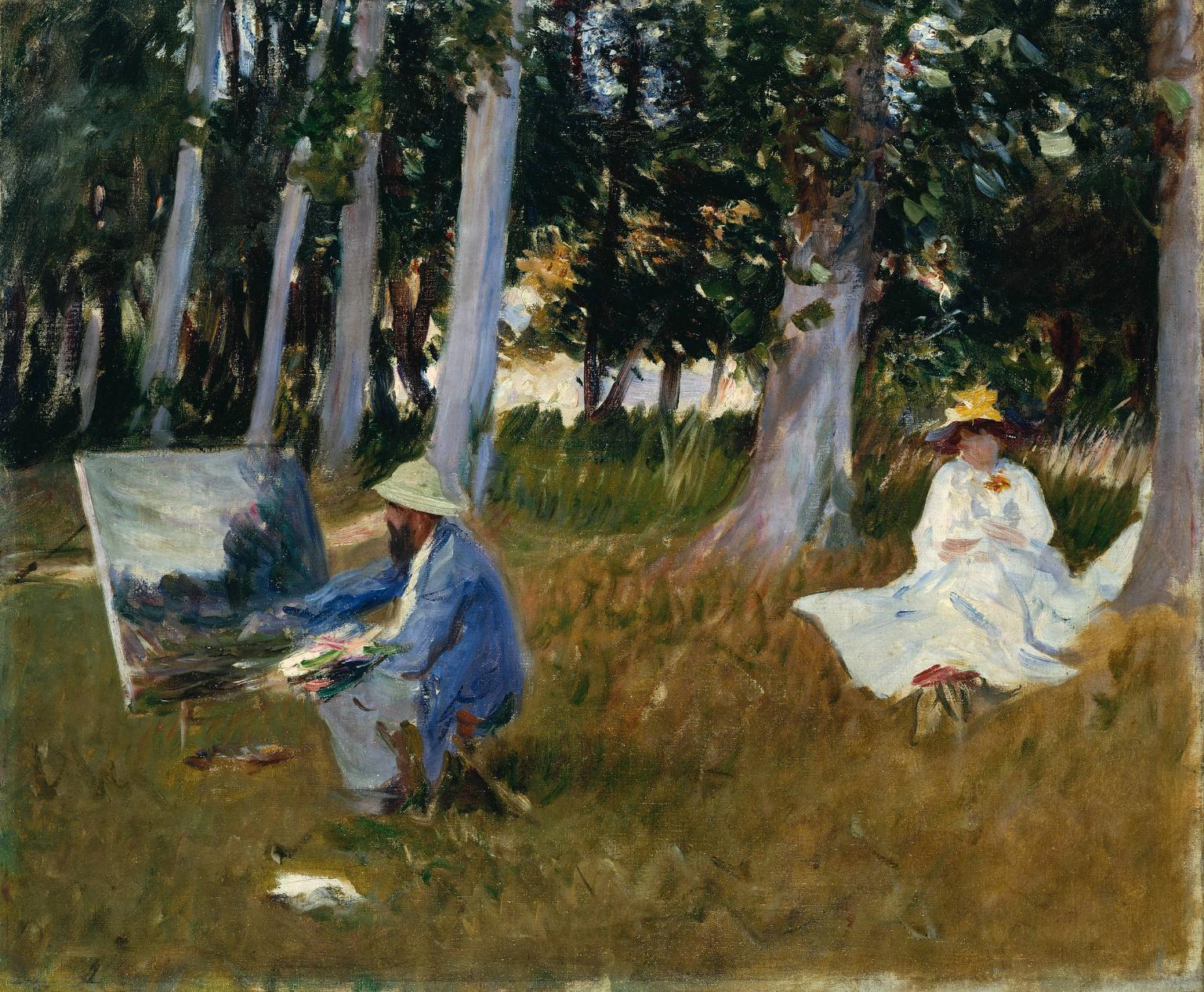
J. S. Sargent: Claude Monet maluje na kraji lesa (1885) Tate Gallery, Londýn.

Plenér ve výtvarném umění znamená malování krajin nebo i vystavování soch a uměleckých předmětů venku, „na vzduchu“ (francouzsky en plein air).

## Historie
Na rozdíl od starší krajinomalby, kdy umělec maloval obraz „po paměti“ v ateliéru, případně na základě skic, pořízených na místě, začala Barbizonská škola v polovině 19. století s malováním venku. Chtěla tak lépe zachytit přímý dojem krajiny, určité osvětlení, počasí atd. Malování v plenéru pak převzali a dále rozvinuli jak realističtí tak impresionističtí krajináři, z českých malířů například Julius Mařák, Antonín Slavíček a další.
Koncem 20. století se začala organizovat sochařská sympozia a výstavy v plenéru, v České republice například Brněnský plenér, Plenér Loket a další.

## Významní malíři tvořící v plenéru
- Peter Seitz Adams
- Stefan Baumann
- Henri Biva
- Ralph Wallace Burton
- Mary Cassattová
- William Merritt Chase
- Robert Clunie
- John Constable
- Lovis Corinth
- William Didier-Pouget
- Rackstraw Downes
- Carl Eytel
- David Gallup
- Antonio López García
- Arthur Hill Gilbert
- Vincent van Gogh
- Winslow Homer
- Antonín Chittussi
- George Inness
- František Kaván
- Theodore Lukits
- Marvin Mangus
- Julius Mařák
- Frederick McCubbin
- Willard Metcalf
- Claude Monet
- Berthe Morisotová
- Edgar Payne
- Robert Antoine Pinchon
- Camille Pissarro
- William Preston Phelps
- Pierre-Auguste Renoir
- Tom Roberts
- Guy Rose
- John Singer Sargent
- Antonín Slavíček
- Matthew Smith
- Tim Solliday
- Joaquín Sorolla
- Arthur Streeton
- Anthony Thieme
- Tom Thomson
- Henry Scott Tuke
- Maurice Utrillo
- Andrew Winter
- Robert William Wood
- Mary Agnes Yerkes